# CNEPS Excellence Football Club
Actualités
Le CNEPS Excellence Football Club est un club de football sénégalais basé à Thiès.

## Histoire
Le CNEPS Excellence, Centre National d'Éducation Populaire et Sportive du Sénégal, institut du Ministère des sports crée par ordonnance le 22 octobre 1960 à pour mission Former des cadres moyens de jeunesse et sports Établissement éducatif. Le club de football a quant à lui été créé en 1999, et appartient à la ville de Thiès.
En 2007 le club obtient son accession en Ligue 1. Le club dispute le Championnat du Sénégal de football 2008, terminant 6e de son groupe, avant de déclarer forfait avant le début de la saison 2009.
L’Association Culturelle et Sportive qui gère le club crée une Sarl, en 2012, pour gérer le club professionnel, qui se nomme Cneps Foot Pro Sarl.
Pape Sidy Lô est élu dirigeant du club en 2017 par le comité d’assemblée générale.
Le club joue en Championnat du Sénégal de football de troisième division pendant la saison 2017/2018 avant d’être promu en Ligue 2 à l’entame de la saison 2018. Il est ensuite sacré champion de Ligue 2 et promu en Ligue 1 en 2019.
Après des difficultés financières pendant la période de la pandémie de Covid-19, les dirigeants décident d’ouvrir le capital après avoir été contacté, par leur ancien partenaire Smash, à qui ils cèdent une majorité des parts du club. Le CNEPS signe une convention avec le Stade Malherbe Caen et débute un nouveau projet sportif qui mise sur les jeunes< ; le club prend un statut professionnel et crée une section féminine de football.
Mais rapidement des polémiques font surface, les anciens dirigeants minoritaires accusant les nouveaux propriétaires de ne pas respecter les contrats et de payer des salaires insuffisants,.
La Ligue sénégalaise de football professionnel intervient alors pour réguler les problèmes entre les différents actionnaires. 
Le CNEPS de Thiès héberge dans ces locaux la Seed Academy, un centre de formation de basket-ball qui a notamment formé la star du basket-ball sénégalais Gorgui Dieng.
Après de nombreux problèmes internes pour la saison 2022-2023 le club est relégué en ligue 2 ils joueront la saison au Championnat du Sénégal de football de deuxième division 2023-2024

## Joueurs formés

### Joueurs évoluant en pro a l'international
- Moussa Ndiaye
- Ousseynou Ba
- Jamal Thiaré
- Mohamed Daf
- Lamine Ndao
- Souleyman Basse
- Paul Valere Bassene
- Massamba Ndiaye
- Elhadj Dabo

## Palmarès
- Ligue 2 :
  - Champion en 2019
  - Vice-champion en 2007
- National 1
  - Champion en 2012 et 2018